# 사국 동맹 전쟁
사국 동맹 전쟁(War of the Quadruple Alliance, Guerra de la Cuádruple Alianza, Guerre de la Quadruple-Alliance, Krieg der Quadrupelallianz, Guerra della Quadruplice Alleanza, Oorlog van de Quadruple Alliantie)은 스페인의 왕이었던 펠리페 5세와 그의 부인 이사벨 디 파르네시오, 그리고 그의 총리인 쥘리오 알베르로니가 이탈리아의 영토를 탈환하고 프랑스의 왕위를 주장하고자 일으킨 전쟁이었다. 스페인에 맞서 신성 로마 제국, 네덜란드 공화국, 그레이트브리튼 왕국, 프랑스 왕국이 동맹을 맺었고, 사보이 공국이 5번째 동맹국으로 참여했다. 이 동맹군이 스페인을 격파함으로써 전쟁이 끝났다. 1717년 전쟁이 시작되었지만 공식적인 선전포고는 1718년에 이루어졌고, 전쟁은 헤이그 조약의 체결로 1720년 끝났다.

## 배경
카를로스 2세가 1700년 후사 없이 사망함으로써 그의 의지에 따라 루이 14세의 손자였던 앙주 공 필립이 왕위 계승자로 임명되었다. 이는 스페인 왕위계승전쟁의 원인이 되었고 스페인의 왕위는 앙주 공 필립에게 돌아갔다. 그러나 그는 프랑스의 왕위를 계승할 수 없었고, 그의 왕위 계승 조건은 프랑스와 스페인의 동군 연합이 성사될 수 없었다는 것이었다. 1713년 위트레흐트 조약으로 인해 스페인은 이탈리아와 저지대 국가에서의 영토를 모두 잃었다. 스페인령 네덜란드, 밀라노 공국, 나폴리 왕국과 사르데냐섬은 합스부르크 군주국의 카를 6세에게 양도되었고, 시칠리아섬은 사보이 공작 비토리오 아마데우스 2세에게 넘어갔다. 프로이센 또한 스페인령 상 겔더 지역을 확보했다.
그러나 13년 간의 전쟁 이후에도 스페인의 국력은 회복될 수 있었는데, 이는 쥘리오 알베르로니가 활약한 덕분이었다. 알베르로니는 이탈리아의 추기경이자 플라젠샤 대주교의 간사였다. 1714년 알베르로니는 펠리페 5세와 이사벨 드 파르네시오의 결혼을 알선하였고, 결혼 성사 이후에는 왕비의 개인 자문관 역할을 맡았다. 1715년, 알베르로니는 총리가 되어 스페인의 금융을 개혁하고 경제를 안정시키는데 성공했다. 1717년, 그는 로마 가톨릭 교회의 추기경이 되었다.
프랑스에서 루이 14세가 1715년 사망하고, 그의 손자인 루이 15세가 왕위를 계승했지만, 위트레흐트 조약에 따라 펠리페 5세는 프랑스 왕위를 계승받을 수 없었다. 그럼에도 불구하고 펠리페 5세는 프랑스 왕국의 왕위 계승권을 주장했고 이러한 펠리페 5세의 야심에 맞서 영국, 네덜란드 공화국, 프랑스 왕국이 1717년 1월 4일 삼국 동맹을 맺었다. 특히 영국의 경우 스페인의 지중해 해상권에 대한 야망을 두려워하고 있었기 때문에 어쩔 수 없이 프랑스 왕국과 동맹을 맺었다.

## 전쟁
1717년 8월 펠리페 5세는 오스트리아-튀르크 전쟁으로 약해진 오스트리아를 공격했다. 같은 해 11월, 스페인은 사르데냐섬을 침공해 섬을 스페인 영토로 만드는 데 성공했다. 오스트리아의 최고 사령관이었던 사부아 공자 외젠이 오스만 제국과의 분쟁이 끝나지 않은 상황에서 이탈리아에서의 다른 전쟁을 치르고 싶지 않았기 때문에 오스트리아 군대와 물자가 이탈리아 방면으로 지원되지 않았고, 이는 스페인의 침공에 오스트리아가 늦게 대응하는 원인이 되었다. 1718년 파사로비츠 조약 체결 이후 8월 2일 신성 로마 제국의 카를 6세는 삼국 동맹에 참여하였다.
1718년 7월 스페인군은 시칠리아섬을 침공해 7월 7일 팔레르모를 점령하고 7월 18일 메시나를 점령하는 데 성공했다. 9월 30일 몬테마 공작이 시칠리아섬을 완전히 정복했다. 같은 해 8월 11일 파사로 곶 해전에서 조지 빙 경이 이끄는 영국 해군이 시칠리아를 떠난 스페인 함대를 효과적으로 공격하는 데 성공했다. 이후 위트리히 필리프 폰 다운 경이 나폴리에 집결해 오스트리아군을 시칠리아섬에 상륙시키는 데 성공했지만 1718년 10월 15일 밀라초 전투에서 스페인군에게 패배하면서 오스트리아군의 상황은 어렵게 되었다.
같은 해 알베르로니 추기경은 루이 15세의 왕위를 필리프 2세 도를레앙 공작 또는 펠리페 5세로 바꾸려는 계획을 수립했다. 그러나 계획의 발각으로 알베르로니는 프랑스에서 추방되었고, 프랑스 왕국은 스페인에 전쟁을 선포했다. 오를레앙 공작은 1719년 4월 베르빅 공작 제임스 피츠제임스에게 바스크 서부 지역을 침공할 것을 지시하였고 자국의 영토를 침공받은 스페인 정부는 당황했다. 베르빅 공작의 군대는 미미한 저항을 받았지만 질병으로 인한
피해로 바스크 지역에서 물러났다. 카탈루냐에 대한 2차 공세 때도 이와 같은 피해를 입었다. 이 무렵 네덜란드 공화국이 사국 동맹에 가담해 전쟁에 참전했고, 북아메리카에서는 프랑스군이 스페인 식민지였던 플로리다 지역에서 승리를 거두고 펜사콜라를 점령했다.
시칠리아에서 오스트리아군은 클라우드 플로리몬트 드 메르시 백작의 지휘 하에 새로운 공세를 시작했다. 1719년 6월 20일 프란차빌라 전투에서 스페인군이 승리를 거두었지만 스페인군은 영국 함대에 의해 본토에서의 보급이 끊겼고 1719년 제2차 밀라초 전투에서 오스트리아군이 승리를 거두었다. 이 전투 이후 오스트리아군은 10월 메시나를 탈환하고 팔레르모를 포위했다. 같은 해 아일랜드 망명자였던 오르몽 공작이 스페인의 지지 하에 조지 1세를 폐위하고 제임스 프랜시스 에드워드 스튜어트를 새 왕으로 즉위시키려 했으나 갈리시아에서 함대가 폭풍으로 분산되어 영국에 도착하지 못함으로써 실패로 끝났다. 이후 게오르크 케이스의 주도로 300명의 스페인 해군이 엘리언 도난에 상륙하였으나 1719년 엘리언 도난 전투와 글렌셸 전투에서 스페인군이 패배함으로써 스페인의 영국 침공은 무산되었다.
이에 대한 보복으로 영국 함대는 비고를 함락시킨 후 1719년 19월 퐁테베드라로 진격했다. 이는 스페인 정부에서 연합군의 상륙 공격시에 자국 군대가 얼마나 취약한 지 알게 해주었다. 1719년 5월 프랑스군은 펜사콜라를 함락시켰고 이는 스페인이 사우스캐롤라이나 지역을 공격하는 계기가 되었다. 1719년 8월 스페인군은 이 지역을 탈환했으나 프랑스군은 다시 이 지역을 점령했고, 이후 프랑스군이 철수할 때 이 지역을 파괴했다. 한편 쿠바에서 출발한 스페인군이 영국령 바하마의 나사우 일대에 공격을 가했으나 지역 군벌의 저항으로 패배하고 말았다.